# Roberto Altmann
Pour les articles homonymes, voir Altmann.
Roberto Altmann, peintre et acteur italien
Roberto Altmann (aussi connu comme Robertò), né le 10 août 1942 à La Havane et mort le 24 novembre 2023, est un peintre et graveur liechtensteinois d’origine cubaine.

## Biographie
Roberto Altmann est né en 1942 à La Havane, d'un père germano-liechtensteinois, Robert Altmann (1915-2017, fondateur des éditions Brunidor en 1947 à New-York) et d'une mère cubaine.
En 1959-1961, Robertò inaugure un cycle des Œuvres oniriques, avec déjà une préoccupation pour les signes et les écritures.
En 1962, il rejoint le lettrisme fondé par Isidore Isou. En 1965, il crée la revue Ô (active jusqu'en 1969) et travaille dans le domaine de la poésie visuelle et de la poésie sonore, et poursuit sa participation au lettrisme jusqu'en 1969. Après une importante brouille avec Maurice Lemaître, il quitte le groupe.
Il édite à partir de 1971 la revue Apeïros, à laquelle participe aussi son épouse, elle aussi artiste lettriste, Maggy Mauritz. Il réalise des gravures à l’atelier Lacourière-Frélaut. Il est nommé directeur du Centre d’Art et de Communication de Vaduz, construit par l’architecte cubain Ricardo Porro : il acquiert pour cette institution les archives de William Burroughs, cédées depuis à la New York Public Library, et organise différentes expositions internationales dont Tecken sur le thème des « signes et lettres dans la création contemporaine » (Malmö Konsthall, Suède, 1978).
De 1983 à 1992, il expose au Liechtenstein et aux États-Unis.
De 1993 à 1998, il établit sa retraite dans les Alpes du Liechtenstein. Il échange des courriers enrichis de ses créations graphiques avec différentes personnes et participe en 1994 à l’exposition collective Plis d’excellence, l’extraordinaire créativité de la correspondance au Musée de la Poste à Paris.
En 1999, Roberto Altmann travaille pendant quelques années à Paris. Il cofonde en 2004 le groupe Magenta (avec notamment J. Brouste et P.Weiss) avec lequel il participe à un récital de poésie sonore à l’Olympic Café à Paris en 2005. En 2006, est présentée à Vaduz au Kunstraum Engländerbau une rétrospective de son travail intitulée Le Temps et sa musicalité, rétrospective pour laquelle il réalise une œuvre sérielle composite intitulée Linos.
En 2015, il participe à une courte séquence d'un film.

## Philatélie
Roberto Altmann remporte le concours destiné à célébrer l'année internationale de l'enfance prévue en 1979 par l'ONU et lancé par La Poste suisse pour le Liechtenstein dont elle avait alors la charge. Il réalise une série de trois timbres devant représenter le fait de se nourrir, de boire et d'apprendre :
- un timbre orange, à la valeur faciale de 80 centimes de franc suisse, montrant un enfant qui boit,
- un timbre jaune-citron, à la valeur faciale de 90 centimes de franc suisse, montrant un enfant qui mange,
- un timbre rouge, à la valeur faciale d'1 franc 10, montrant un enfant qui apprend avec un grand livre.

Roberto Altmann s'inspire de ses propres enfants pour réaliser cette série.
En 2018, il réalise une calligraphie à l'occasion de la première journée internationale de la lumière.

## Collections publiques
- Musée d’art moderne de la ville de Paris
- Bibliothèque nationale, Paris
- Wallraf Richartz Museum, Cologne, Allemagne
- Landesbibliothek, Vaduz, Liechtenstein
- Kunstmuseum Liechtenstein, Vaduz, Liechtenstein
- Ruth and Marvin Sackner Archive, Miami, U.S.A.